# The Spirit of America
The Spirit of America ist ein Dokumentar-Kurzfilm von Algernon G. Walker aus dem Jahr 1963.

## Inhalt und Hintergrund

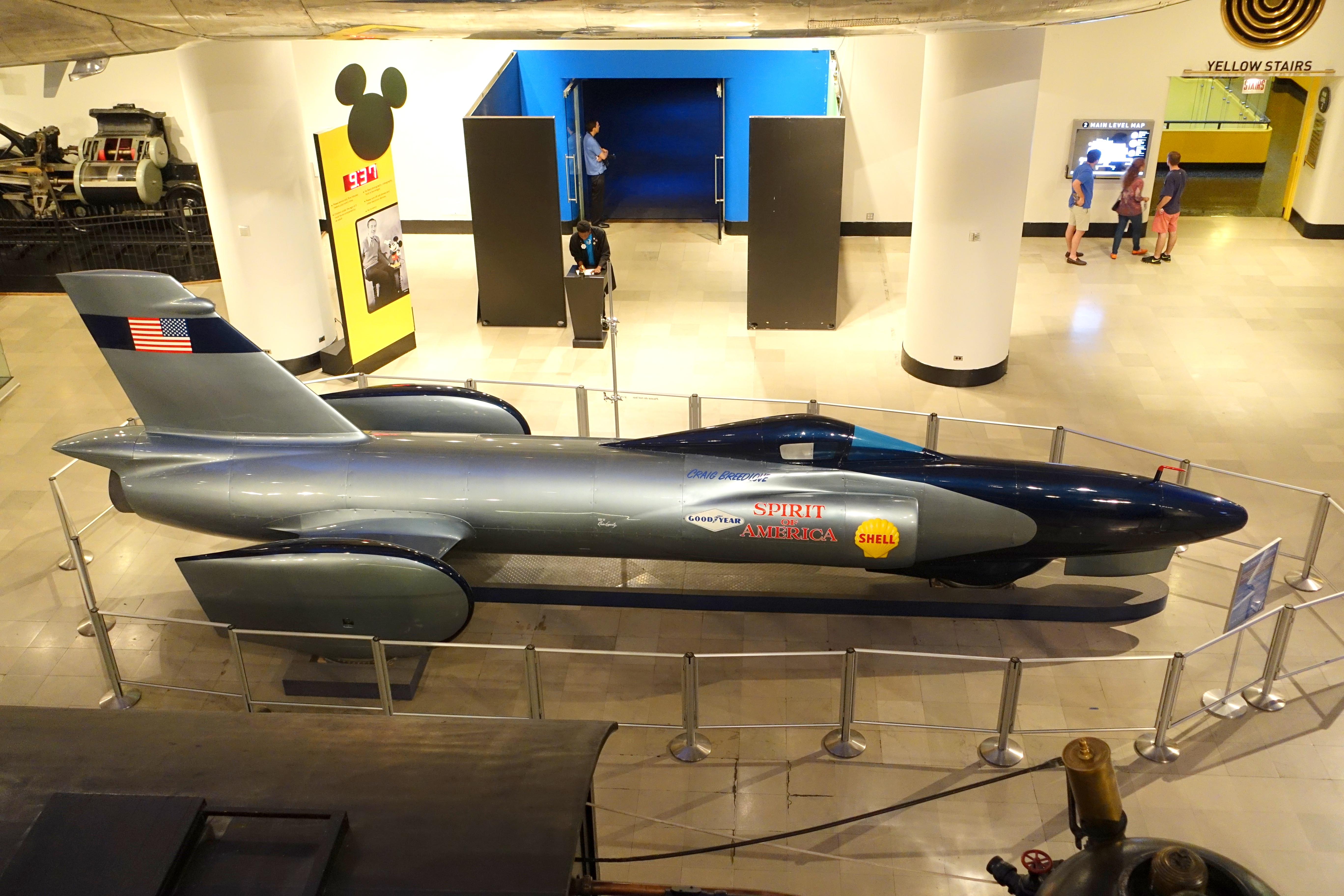
Spirit of America im Museum of Science and Industry (Chicago)

Der 28-minütige Film handelt von der ersten Version des Rekordfahrzeuges Spirit of America sowie dessen Entwickler und Fahrer Craig Breedlove. The Spirit of America war ein von Turbinen angetriebenes Rekordfahrzeug, das speziell zur Erringung des „absoluten“ Geschwindigkeitsrekords für Landfahrzeuge gebaut wurde.
Der Automobilrennfahrer Craig Breedlove ist fünffacher Inhaber des Landgeschwindigkeitsrekords und war jeweils der Erste, der die so genannten magischen Grenzen von 400 mph, 500 mph und 600 mph brach. Er benutzte mehrere Fahrzeuge mit Strahltriebwerk, die alle den Namen „Spirit of America“ trugen. Im Jahr 2000 wurde er in die International Motorsports Hall of Fame aufgenommen. Zum Zeitpunkt der Entstehung und des Erscheinens des Films hatte er am 5. September 1963 408,312 mph (657,114 km/h) auf den Bonneville Salt Flats, Utah, erreicht, was ihn zum Halter des Landgeschwindigkeitsrekords machte. Weil das Fahrzeug dreirädrig war, wurde der Rekord allerdings nur von der FIM anerkannt.
Algernon G. Walker produzierte den Film für die Filmproduktionsgesellschaft Spotlite News.
Der Film befindet sich in den National Archives der National Archives and Records Administration.

## Auszeichnungen
Algernon G. Walker wurde für den Film bei der Oscarverleihung 1964 für den Oscar für den besten Dokumentar-Kurzfilm nominiert.